# Elzie Anderson
Elzie Anderson (* 1966) ist ein ehemaliger US-amerikanischer Footballspieler.

## Laufbahn
Anderson stammt aus Hamilton im US-Bundesstaat Mississippi. Bis 1985 spielte er American Football an der örtlichen Hamilton High School. Er ging anschließend ans Itawamba Junior College, 1987 und 1988 spielte er an der Austin Peay State University.
Der früher 1,93 Meter messende Verteidigungsspieler ging als Berufsfootballspieler nach Europa. In Finnland spielte er von 1990 bis 1994 für die Turku Trojans. In Deutschland stand Elzie bei den Stuttgart Scorpions unter Vertrag, war in den Jahren 1996, 1997 und 2000 Spieler der Düsseldorf Panther sowie in den Spieljahren 1998, 1999, 2001, 2002 und 2003 bei den Braunschweig Lions. Mit den Niedersachsen gewann er 1998 und 1999 die deutsche Meisterschaft, 1999 und 2003 zudem den Eurobowl. 1998 wurde er als bester Spieler des Endspiels um die deutsche Meisterschaft und 1999 als Lineman des Jahres im europäischen Football ausgezeichnet.
2004 wechselte er zum Hauptstadtverein Berlin Adler und spielte auch 2005 für die Mannschaft. Außerdem war er 2005 für den niederländischen American-Football-Verband tätig, betreute bei der Herren-Nationalmannschaft des Landes die Verteidigung und war hauptverantwortlicher Trainer der Juniorennationalmannschaft.
2006 war er im Trainerstab der Cologne Falcons unter Leitung von Cheftrainer Mike Williams für die Koordinierung der Verteidigungsarbeit zuständig.
Anderson ging in die Vereinigten Staaten zurück und war von 2007 bis 2012 am Independence Community College im Bundesstaat Kansas als Verteidigungskoordinator tätig. Er ließ sich dann in Forest City im Bundesstaat Iowa nieder und wurde 2012 unter Cheftrainer Kent Anderson, für den er in Braunschweig gespielt hatte, Mitglied des Trainerstabs der Mannschaft der Waldorf University. Elzie Anderson übernahm dort die Leitung der Abwehrarbeit und blieb bis 2017 im Amt. Anschließend ging er nach Mississippi zurück und wurde beruflich als Verkäufer im Fahrzeughandel tätig.